# Криза на средната възраст
Кризата на средната възраст е дълговременно емоционално състояние, свързано с преоценката на собствения опит в средната възраст (45 – 50 г.), когато много от възможностите, за които индивидът е мечтал в детството си и юношеството, вече безвъзвратно са отминали. Настъпването на собствената смърт се оценява като събитие, което е достатъчно близко (а не „когато и да е в бъдещето“). Терминът е измислен от Елиът Жак през 1965 г.
Установено е, че мъжете най-често възприемат кризата като професионален неуспех, а жените – като неуспех в личния живот.